# Salsa de peix
La salsa de peix és un condiment derivat del peix fermentat. El terme s'empra per descriure en l'actualitat un ampli rang de productes emprats en diferents cuines del sud-est asiàtic i es fa servir afegida a alguns plats fonamentalment com un ingredient de propietats similars a la sal. La salsa de peix és molt popular a la cuina vietnamita. A la cuina xinesa del sud s'empra com a oli per cuinar, o com a ingredient per a l'elaboració de sopa. A Europa, sota el domini de l'Imperi Romà, es consumia el garum que era una salsa molt similar (avui en dia apareix només als llibres de cuina antics).

## Tipus de salses de peix
Algunes salses de peix es fan de peix cru, altres de peix sec, algunes simplement d'unes espècies determinades; altres de les restes dels peixos atrapats a la xarxa, de vegades s'hi inclouen mol·luscs; d'altres vegades sang o vísceres del peix o tots aquests ingredients alhora, etc. Algunes salses contenen tan sols sal i peix i unes altres contenen, a més, una gran varietat d'espècies. Hi ha salses de peix que han estat fermentades solament una mica perquè romangui la intensa olor de peix i n'hi ha que després d'una fermentació prolongada ja fan únicament olor de nous i tenen gust de formatge.

### Sud-est Asiàtic
La salsa elaborada a Àsia es fa normalment d'anxoves, sal i aigua. Se sol emprar amb moderació atès que desprèn uns efluvis intensos. Existeixen diverses varietats segons la zona geogràfica: al Vietnam es denomina nước mắm, altres ingredients similars a Tailàndia i Myanmar s'anomenen nam pla (น้ำปลา) i ngan byar yay respectivament. A Cambodja es coneix com a teuk trei i és un hiperònim que inclou una gran varietat de salses que empren la salsa de peix com a base. A Indonèsia la salsa de peix té una consistència semisòlida i se'n diu trasi, el prahok cambotjà i el malai solen ser elaborats de krill (belacan fermentat). La versió similar en la cuina filipina, molt comuna a Indoxina es denomina patis. Un subproducte molt popular al Vietnam de la salsa de peix és el bagoong.

### Occident

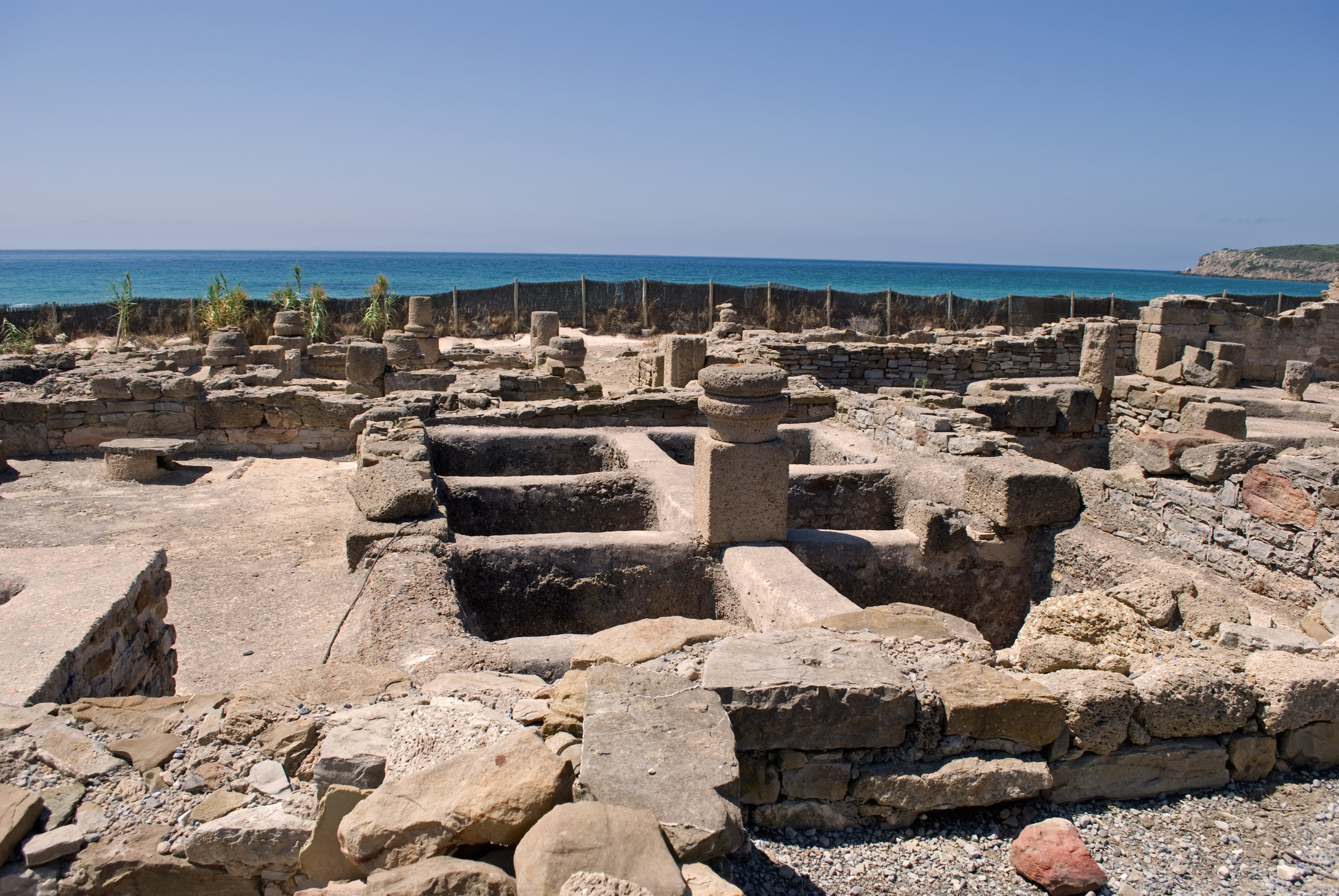
Ruïnes d'una factoria romana de garum a prop de Tarifa

Una salsa molt similar a aquella emprada avui en dia als països del Sud-est Asiàtic es va emprar a Europa a l'època de l'Imperi Romà. És el garum o liquamen, que es trobava en varietats denominades oxygarum (barrejat amb vinagre) i meligarum (barrejat amb mel). Era una de les especialitats culinària de la Hispania Bætica.